# Wojciech (Augustów)
Wojciech – dawna wieś, obecnie część administracyjna miasta Augustów w woj. podlaskim.

## Współczesność
Wojciech położony jest w północno-wschodniej części Augustowa ok. 7 km centrum miasta, między Jeziorem Białym Augustowskim i stawem Wojciech, połączonymi Królówką. Graniczy z częściami Augustowa: Przewięź i Studzieniczna. Wojciech otoczony jest lasami Puszczy Augustowskiej. Obok Wojciecha przebiega droga krajowa nr 16. W Wojciechu zlokalizowany jest hotel, dostępne są też kwatery prywatne.

## Historia
Wieś Wojciech powstała z rudni działającej w XVII i XVIII w., należącej pierwotnie do rodziny Liwskich. Od imienia jednego z rudników wieś przyjęła nazwę Wojciech. Do III rozbioru Polski w 1795 Wojciech leżał w woj. trockim w Wielkim Księstwie Litewskim.
W 1731 w Wojciechu były 2 domy. W 1827 liczył 9 domów i 57 mieszkańców, w 1893 – 9 domów i 89 mieszkańców, w 1921 – 8 domów i 47 mieszkańców.
Wojciech został włączony w granice Augustowa w 1973. W Wojciechu wypoczywali m.in. Jan Świderski i Władysław Ślesicki, który w 1962 nakręcił tu film dokumentalny Płyną tratwy o młodym chłopaku z Wojciecha pracującym przy spławie drewna Kanałem Augustowskim.
Droga przebiegająca przez Wojciech jest częścią dawnego szlaku prowadzącego do Grodna. Nazywany jest też on traktem Napoleońskim, ponieważ W 1812 w trakcie inwazji na Rosję przemieszczały się nim korpusy prawego skrzydła księcia Hieronima Bonaparte, a wśród nich V korpus dowodzony przez księcia Józefa Poniatowskiego. Współcześnie droga nosi nazwę ul. Wojciech.